# 波德申中华中学
波德申中华中学（英语: Chung Hua Middle School; 马来文: Sekolah Menengah Chung Hua Port Dickson），簡稱波中，是马来西亚一所由华社出资创办的华文中学，位于森美兰波德申，于1914年建校，創辦人為陳實甫、鄭振財、陳書拿。該年馬來亞有大規模華校次第創設，波德申華校就是其中一間。波中也是波德申唯一一间独中，但目前在教学方面，同时以独中和国中（政府教学纲要）为蓝本 （2017年），簡稱‘双轨’。

## 校長列表
- 1955-1964年 吳太山
- 1964-1982年 陸景華
- 1982-1983年 黃丙生
- 1983-2005年 莫泰波
- 2005-2012年 蔡常思
- 2012-2013年（8月）邱志強
- 2013（9月）-2014年  祁毓里
- 2015-  张永庆[4]

## 参閱
- 马来西亚教育
- 国民型华文中学
- 华文独立中学
- 董教总

## 姊妹校
基隆市立武崙國民中學